# Hrvatski wushu savez
Hrvatski wushu savez je nacionalni sportski savez borilačkog sporta wushu u Hrvatskoj. 
Hrvatski wushu savez osnovan je 2. srpnja 2008. godine u Zagrebu. Savez je član Hrvatskog olimpijskog odbora (HOO) u skupini neolimpijskih sportova – redovni članovi.
Punopravni je član Europske eushu federacije (EWUF) od 29. travnja 2009. godine i Svjetske wushu federacije (IWUF) od 24. listopada 2009.
Godine 2019. u Hrvatskoj je registrirano 24 kluba i 605 sportaša u ovom sportu.

## Vanjske poveznice
- Službena stranica
- Moj savez – Hrvatski wushu savez – emisija na Sportskoj televiziji